# Sa Cudia Cremada
Sa Cudia Cremada est un site archéologique de la période talayotique situé à proximité de la ville de Mahon, sur l'île de Minorque, dans l'archipel des Baléares, en Espagne.

## Historique
Le site s'est développé entre l'Âge du bronze et l'Âge du fer, puis il fut réoccupé durant la période romaine de Minorque (fin du IIe siècle et Ier siècle av. J.-C.) jusqu'au haut Moyen Âge, comme cela est suggéré par la présence de nombreux fragments de poterie musulmane. Le site, recouvert par la végétation, est longtemps demeuré complètement inconnu des archéologues et n'a pas été fouillé. Le site n'est ouvert au public que depuis 2013.

## Description
Le site comporte plusieurs édifices dans un bon état général de conservation, dont deux talayots, des vestiges d'habitat en cercles, une probable enceinte à taula, un ancien puits, un mur en appareil cyclopéen, dont on ignore la fonction, et plusieurs hypogées,.
Le premier talayot mesure 19 m de diamètre à la base. Il est de forme ovale et sa façade, orientée sud, est un peu concave. Le talayot comporte une chambre intérieure, dont la couverture avec de grandes dalles de pierre est partiellement préservée. Le second talayot est aussi de forme ovale. Il mesure 20 m de diamètre à la base pour une hauteur maximale de 5 m. Il est adossé à un large mur, conservé sur 1,5 m de hauteur.
L'enceinte à taula comporte un mur à double parement construit en appareil cyclopéen. Elle a été construite en appui sur une autre structure semi-circulaire qui n'a pas encore été fouillée. Le pilier support de la taula a été conservé sur 1,80 m de hauteur, avec le chapiteau désormais disparu, l'ensemble devait mesurer au moins 2 m de hauteur.
Le grand hypogée situé au nord-est du site comporte 6 colonnes.